# Eryngium eburneum
Eryngium eburneum es una planta de la familia Apiaceae natural en Uruguay, sur de Brasil, la Mesopotamia argentina y el Chaco húmedo.

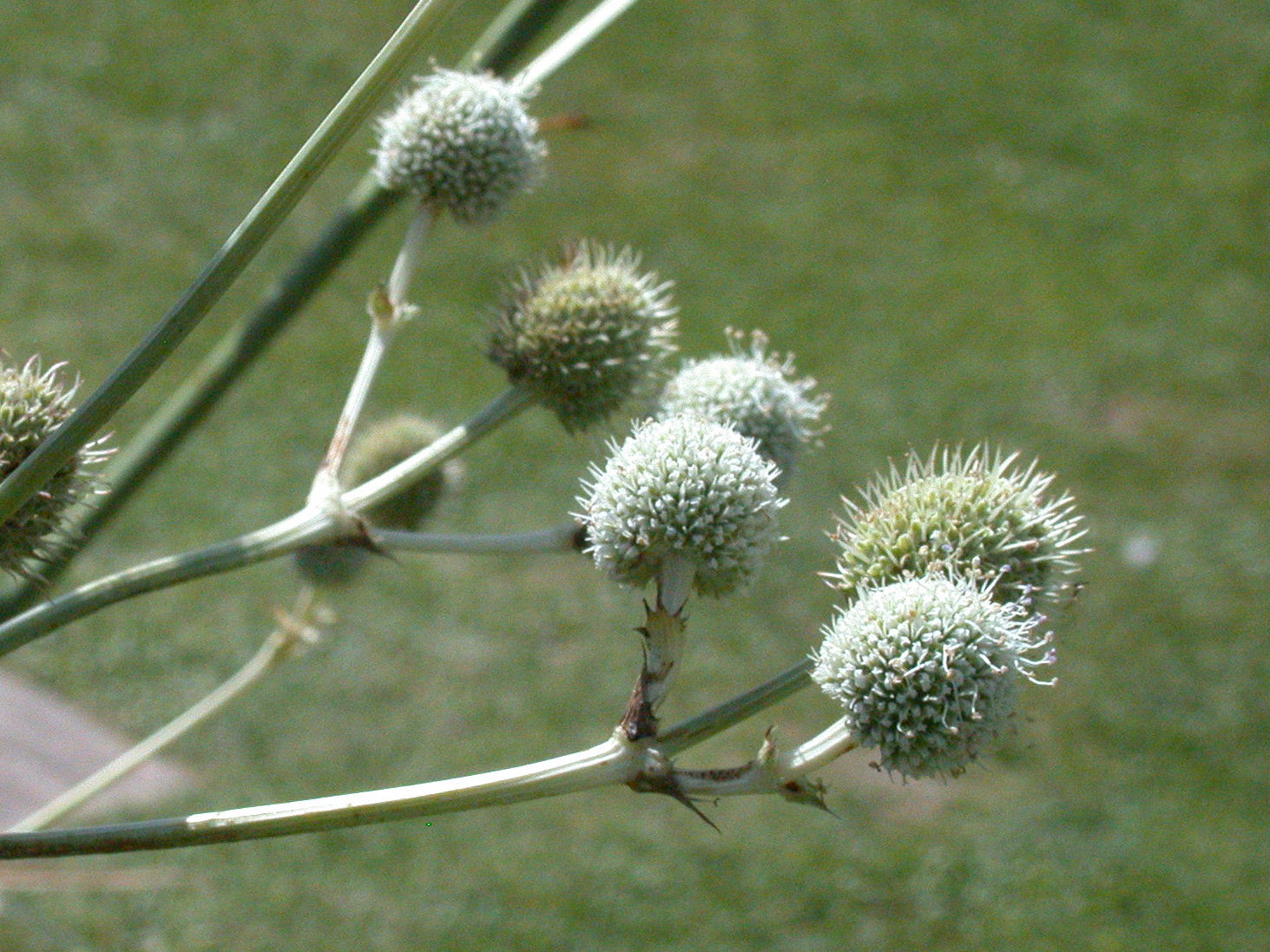
Detalle

## Descripción
Es llamada carguatá, nombre vulgar que comparte con algunas bromelias junto con su aspecto (exceptuando su inflorescencia).
En los campos productivos se la considera maleza, ya que el ganado no la come. Es bastante resistente a los herbicidas.

## Taxonomía
Eryngium eburneum fue descrita por Joseph Decaisne y publicado en Bulletin de la Société Botanique de France 20: 23. 1873.
Etimología
Eryngium: nombre genérico que probablemente hace referencia a la palabra que recuerda el erizo: "Erinaceus" (especialmente desde el griego "erungion" = "ción"), sino que también podría derivar de "eruma" (= protección), en referencia a la espinosa hojas de las plantas de este tipo.
eburneum: epíteto latino que significa "marfileño, hecho de marfil".
 Sinonimia
- Eryngium bracteosum (DC.) Griseb.
- Eryngium paniculatum var. bracteosum DC.[2]